# Ольбрахт Радзивілл (староста річицький)
Ольбрахт (Альберт) Радзивілл (лит. Albertas Radvila, пол. Albrecht Radziwiłł, *25 березня 1717 — †1790) — державний і військовий діяч Великого князівства Литовського в Речі Посполитій. Відомий також як Ольбрахт III Радзивілл.

## Життєпис
Походив з литовського магнатського роду Радзивілів, Бердичівської лінії гілки Несвізько-Клецької. Другий син Миколая Фаустина Радзивілла, воєводи новогрудського, і Барбари-Франци Завіша-Кезгайло. Народився 1717 року у резиденції Дятлово. Здобув гарну освіту в Несвізькому єзуїтському колегіумі.
У 1733 році після смерті Августа II, короля Речі Посполитої, разом з батьком і братами доєднався до Варшавської конфедерації, що підтримувала обрання на трон сина померлого короля — Августа Фрідріха, курфюрства Саксонії. Брав участь у боротьбі проти Дзіковської конфедерації, що підтримувала короля Станіслава I Лещинського. У 1734 році отримав у володіння Річицьке староство. В 1736 від Новогрудського повіту його було обрано послом на пацифікаційний сейм, на якому було затверджено припинення конфлікту між конфедераціями й визнано обрання на трон Августа Фрідріха Саксонського.
1742 року оженився на представниці роду Халецьких. 1746 році після смерті батька успадкував маєтності і міста Крожами, Глуськ і Хальчам, Рудобелку. У 1750 році обирається маршалком Трибуналу Великого князівства Литовського. 
З 1754 року отримує військовий чин полковника гусарської корогви королевича Фрідріха Крістіана, старшого сина Августа III. 1755 року стає генерал-майором литовських військ. 1757 року отримав орден Св. Олександра Невського. 1756 році в Річиці на власний кошт звів новий костел Святої Трійці.
У 1763 році в період безкоролів'я Ольбрахт Радзивілл стає супротивником магнатської партії Чарторийських. Виступав проти обрання на польський престол Станіслава Августа Понятовського. У 1768 році приєднався до Барської конфедерації і був одним з кандидатів на посаду маршалка конфедерації у Великому князівстві Литовському. У 1770 році стає маршалком Барської конфедерації в Річицькому повіті. Член Генеральної ради Барської конфедерації. У 1771 році розробив спеціальний план, за умовами якого Барська конфедерація повинна була поширитися на всю сучасну Білорусь. Після захоплення головних замків Великого князівства Литовського, литовські війська повинні були зібратися в Бобруйську і звідти виступити маршем на Польщу. Після поразки Барської конфедерації в 1772 році Радзивілл виїхав до Сілезії, а звідти до Італії. 1773 році передав річицьке староство зятю Юзефу Юдицькому.
У 1777 році повернувся на батьківщину і примирився з польським королем Станіславом II Августом. У 1780 році за замовленням Радзивілла Карло Спампані було створено чудовий парк у стилі голландського бароко в маєтку Аннополь. Помер 1790 року.

## Родина
Дружина — Анна Кунегунда Халецька
Діти:
- Алоїза (1749—після 1767), дружина Юзефа Юдицького, стражника великого литовського
- Марія Олександра (1753—після 1773), дружина: 1) Леонарда Потія, стражника великого литовського; 2) Антонія Грановського, секретаря великого коронного
- Домінік (1754—1798), староста книшинський
- Барбара (1755—д/н), дружина Михайла Пузини